# Lac Theo
Pour les articles homonymes, voir Theo.
Le lac Theo (en anglais : Lake Theo) est un lac de barrage dans l'État américain du Texas. Il est situé dans le comté de Briscoe, au sein du parc et sentier d'État des Caprock Canyons.